# André Dahmer
André Dahmer Pereira (Rio de Janeiro, 14 de setembro de 1974) é um desenhista brasileiro. Autor das tiras dos Malvados, que normalmente não seguem uma linha cronológica, e têm como personagens dois seres indefinidos, que são costumeiramente comparados a girassóis, tirando daí o apelido que têm, "As flores do mal".
As tirinhas são uma crítica politicamente incorreta aos costumes e prisões do dia-a-dia. Devido ao comportamento dos dois personagens, ficaram conhecidos como Malvadinho (o que mais sofre) e Malvadão (o dono de críticas muito ácidas).
Além dos Malvados, o cartunista é conhecido também por ter criado o personagem Emir Saad, um ditador sádico e egocêntrico, que controla seu reino (o fictício reino do Ziniguistão) na base da carnificina, da ditadura, das ameaças, da tortura e do humor negro; a série de tiras "Apóstolos, a série", uma narrativa da história de Jesus mas com várias críticas ao cristianismo e à Igreja católica, a série "Cidade do medo", tira sobre violência e mais recentemente, a série "Quadrinhos dos Anos 10", uma série de tiras em que mostra as contradições do mundo e da sociedade contemporânea do século XXI - especialmente falando sobre Internet, vida sexual, trabalho, capitalismo, relações e outros assuntos. Entre um e outro de seus personagens e séries de tiras, o autor se coloca como personagem autobiográfico e satiriza suas próprias memórias e paranoias, em especial em relação às mulheres.
Suas criações já apareceram no Jornal do Brasil, no portal de internet G1, no jornal O Globo, na Folha de S. Paulo, nas revistas Sexy Premium, Piauí e Caros Amigos. E também foi usada no tema da redação do Enem de  2011.
De origem familial alemã, Dahmer se define como agnóstico.

## Livros publicados
Dahmer costuma mudar de editora de acordo com o escopo de seu projeto. Atualmente, diz estar produzindo dois livros para serem publicados pela Editora Barba Negra.
Editora Gênesis
- Malvados (2005).

Editora Desiderata
- O livro negro de André Dahmer (2007).
- Malvados (2008).
- A cabeça é a ilha (2009).

Editora Flâneur
- Ninguém Muda Ninguém (2011).

Editora Barba Negra
- Rei Emir Saad: O monstro de Zazanov (2011).

Editora Lote 42
- A Coragem do Primeiro Pássaro (2015).

Editora Companhia das Letras
- Malvados (2019).
- Vida e obra de Terêncio Horto (2014).
- Quadrinhos dos Anos 10 (2016).